# Volksabstimmungen in der Schweiz 1875
Dieser Artikel bietet eine Übersicht der Volksabstimmungen in der Schweiz im Jahr 1875.
In der Schweiz fanden auf Bundesebene zwei Volksabstimmungen statt, beide im Rahmen eines einzigen Urnengangs am 23. Mai. Es handelte sich um die ersten fakultativen Referenden. Dieses Instrument der direkten Demokratie war mit der erfolgreichen Totalrevision der Bundesverfassung im Jahr zuvor eingeführt worden.

## Abstimmungen am 23. Mai 1875

### Ergebnisse
| Nr. | Vorlage                                                                           | Art | Stimm- berechtigte | Abgegebene Stimmen | Beteiligung | Gültige Stimmen | Ja      | Nein    | Ja-Anteil | Nein-Anteil | Stände | Ergebnis |
| --- | --------------------------------------------------------------------------------- | --- | ------------------ | ------------------ | ----------- | --------------- | ------- | ------- | --------- | ----------- | ------ | -------- |
| 13  | Bundesgesetz betreffend Feststellung und Beurkundung des Zivilstandes und die Ehe | FR  | k. A.              | k. A.              | k. A.       | 418'268         | 213'199 | 205'069 | 50,97 %   | 49,03 %     | –      | ja       |
| 14  | Bundesgesetz über die politische Stimmberechtigung der Schweizerbürger            | FR  | k. A.              | k. A.              | k. A.       | 409'846         | 202'583 | 207'263 | 49,43 %   | 50,57 %     | –      | nein     |

### Zivilstand und Ehe
Mit der Totalrevision der Bundesverfassung war die Regelung von Zivilstand und Ehe vollständig von den kirchlichen Behörden an den Staat übergegangen. Zu diesem Zeitpunkt kannten die Kantone Basel-Stadt, Genf und Neuenburg bereits die obligatorische Zivilehe. Im Oktober 1874 verabschiedete das Parlament trotz heftiger Proteste der Katholisch-Konservativen – damals war der Kulturkampf im vollen Gange – das «Bundesgesetz betreffend Feststellung und Beurkundung des Zivilstandes und die Ehe». Schweizweit sollten nur noch staatliche Behörden die rechtsverbindliche Eheschliessung vollziehen dürfen. Es war jedoch der protestantische Eidgenössische Verein, der das Referendum ergriff. Während sich die Konservativen gegen das Zurückdrängen der Kirche zur Wehr setzten und eine Entwertung der kirchlichen Ehe befürchteten, störten sich liberale Föderalisten an der Zentralisierung staatlicher Kompetenzen beim Bund. Die Befürworter priesen die Vorlage als Ausdruck von Freiheit und Fortschritt, denn sie ermögliche die Gleichstellung aller Bürger und befreie die Katholiken aus den Fängen der «despotischen» Kirche. Das Gesetz wurde knapp angenommen, wobei der Anteil der Ja-Stimmen in einzelnen katholischen Kantonen zum Teil deutlich unter 20 Prozent lag.

### Politische Stimmberechtigung der Schweizerbürger
Die Verfassung von 1874 gewährte Niedergelassenen das Stimmrecht im neuen Wohnsitzkanton in kantonalen und neu auch in Gemeindeangelegenheiten. Sie übertrug dem Bund die Möglichkeit, die kantonal unterschiedlich geregelten Ausschlussgründe (z. B. Geisteskrankheit, strafrechtlicher Verurteilung oder Konkurs) gesetzlich zu regeln und damit das Stimm- und Wahlrecht für die ganze Schweiz zu vereinheitlichen. Im Oktober 1874 legte der Bundesrat einen Gesetzesentwurf vor, mit dem die Ausschlussgründe bis auf wenige Ausnahmen beseitigt werden sollten. Zusätzlich zu den kantonsfremden Niedergelassenen sollte das Stimmrecht auch auf Gemeindeebene auf die gesetzlich nicht näher umschriebenen Aufenthalter ausgedehnt werden. Der Nationalrat stimmte deutlich zu, der Ständerat hingegen nur mit Stichentscheid des Präsidenten. Daraufhin brachte der Eidgenössische Verein ein Referendum zustande, unterstützt von Katholiken und liberalen Föderalisten aus der Romandie. Die breite Allianz von Gegnern wehrte sich in erster Linie gegen die Ausdehnung des Stimm- und Wahlrechts auf die Aufenthalter, da die fehlende Abgrenzung zu den Niedergelassenen die Verfassung verletze. Das Gesetz scheiterte äusserst knapp mit nicht einmal 5000 Stimmen Unterschied, wobei die Zustimmung von 7 Prozent im Kanton Uri bis 76 Prozent im Kanton Thurgau reichte.